# Proteoglikany
Proteoglikany – wielkocząsteczkowe składniki substancji pozakomórkowej złożone z rdzenia białkowego połączonego kowalencyjnie z łańcuchami glikozaminoglikanów (siarczanu heparanu, siarczanu dermatanu, siarczanu keratanu, siarczanu chondroityny) o wysokim stopniu zróżnicowania.
Do grupy proteoglikanów nie wchodzi kwas hialuronowy, ponieważ nie tworzy wiązań kowalencyjnych z rdzeniem białkowym.
Mogą zawierać jednakowe (rzadko) lub różne GAG (glikozoaminoglikany).

## Przykłady
- syndekan
- betaglikan
- serglikan
- perlekan
- wersikan
- dekorin
- biglikan
- fibromodulina

## Funkcje proteoglikanów
- są składnikiem macierzy pozakomórkowej
- oddziałują z białkami adhezyjnymi takimi jak np. laminina
- wiążą polikationy i kationy. Dzięki temu dochodzi do hydratacji tkanki łącznej i nadania jej odpowiedniego napięcia
- mają właściwości żelujące, dzięki czemu "jak sita" wyłapują cząsteczki
- w kłębuszkach nerkowych modulują właściwości filtrujące poprzez wyłapywanie kationów
- jako białka niekolagenowe tworzą strukturę kości (biglikan, dekorin)
- wpływają na ściśliwość chrząstki (agrekan)
- mogą występować również wewnątrz komórki
- specyficznie oddziałują z kolagenami i elastyną